# Dacia Solenza
O Dacia Solenza era um automóvel produzido pela montadora romena Dacia. Foi o último modelo na plataforma própria da Dacia, mas foi um dos primeiros modelos a beneficiar da aquisição da Dacia pela francesa Renault.

## História

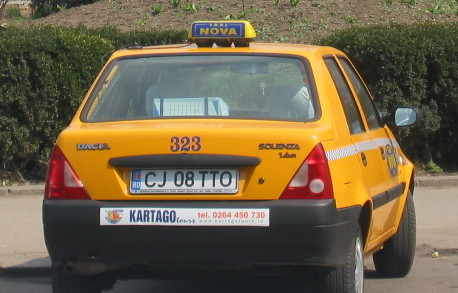
Traseira do Dacia Solenza

O Dacia Solenza foi um hatchback produzido de 2003 a 2005. Era uma versão remodelada do Dacia SupeRNova, que por sua vez era uma versão melhorada do Dacia Nova. A produção do Solenza cessou em 2005, quando o Dacia Logan foi lançado.
O Solenza foi inicialmente desenvolvido em cinco versões, dependendo das suas características: Europa, Confort, Rapsodie, Clima e Scala. A versão top era o Scala, que incluía ar condicionado, direção hidráulica, rodas de liga leve, airbag para o motorista, vidros elétricos, tocador de CD e muitos outros recursos conhecidos pela primeira vez em um carro da Dacia. O ar condicionado não estava disponível com o motor diesel porque não eram compatíveis, pelo que a versão topo de gama para a gama diesel foi designada Avantage. Uma versão de baixo custo chamada Europa foi lançada em 2004, sem vidros escurecidos, pára-choques pintados, molduras laterais ou tacômetro. O carro compartilhava motores, caixa de câmbio e diversas peças internas com o Renault Clio de segunda geração. Foi lançado com motor 1,4 litros a gasolina e 1,9 litros a Diesel.

## Galeria

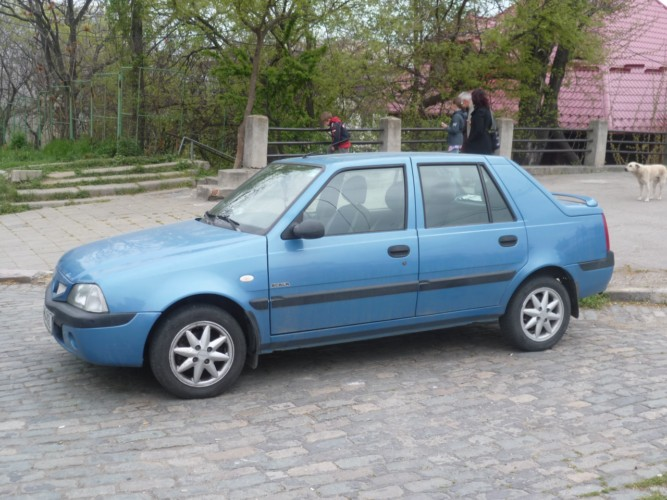
Dacia Solenza (Scala)
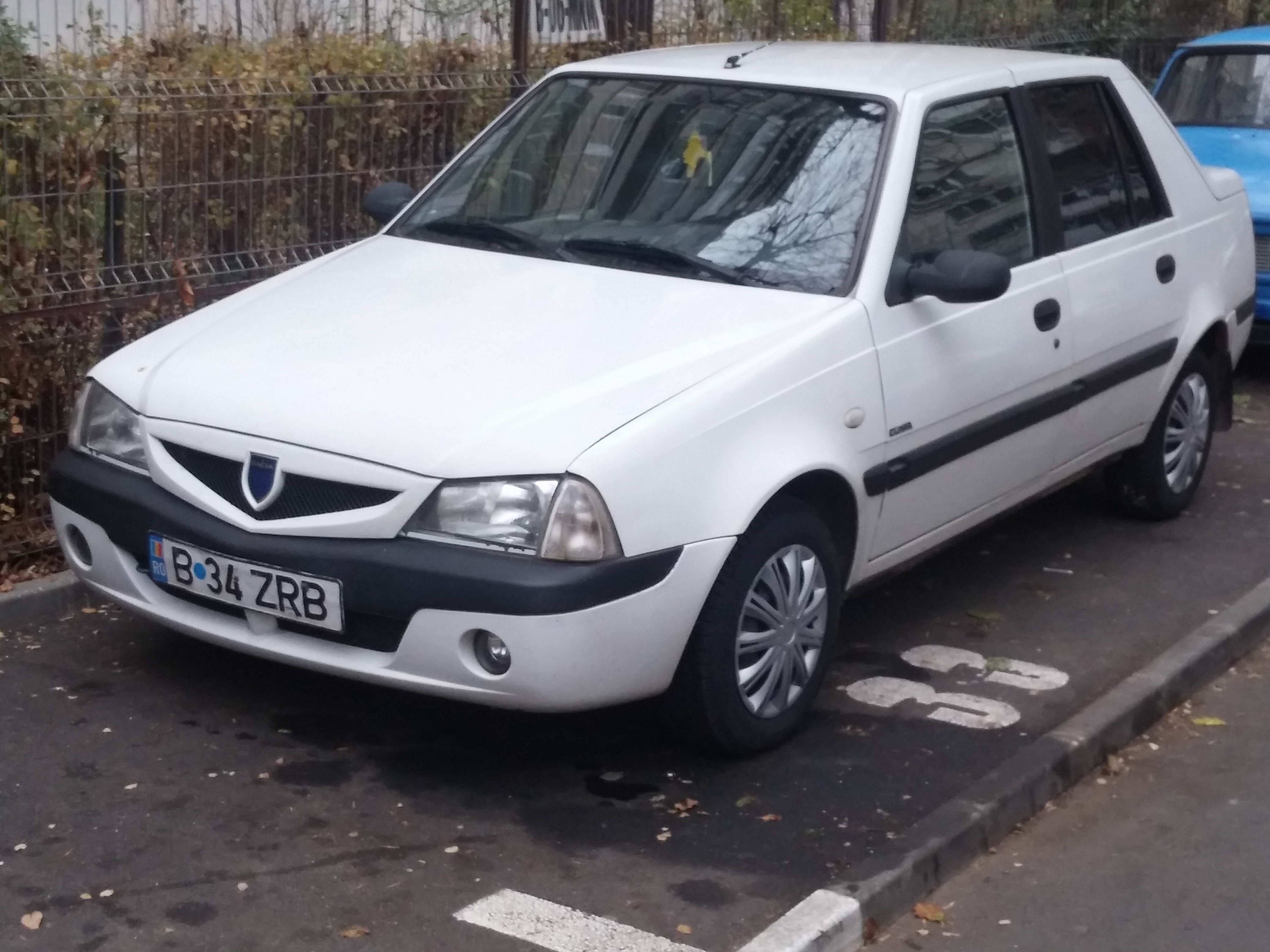
Dacia Solenza (Clima)
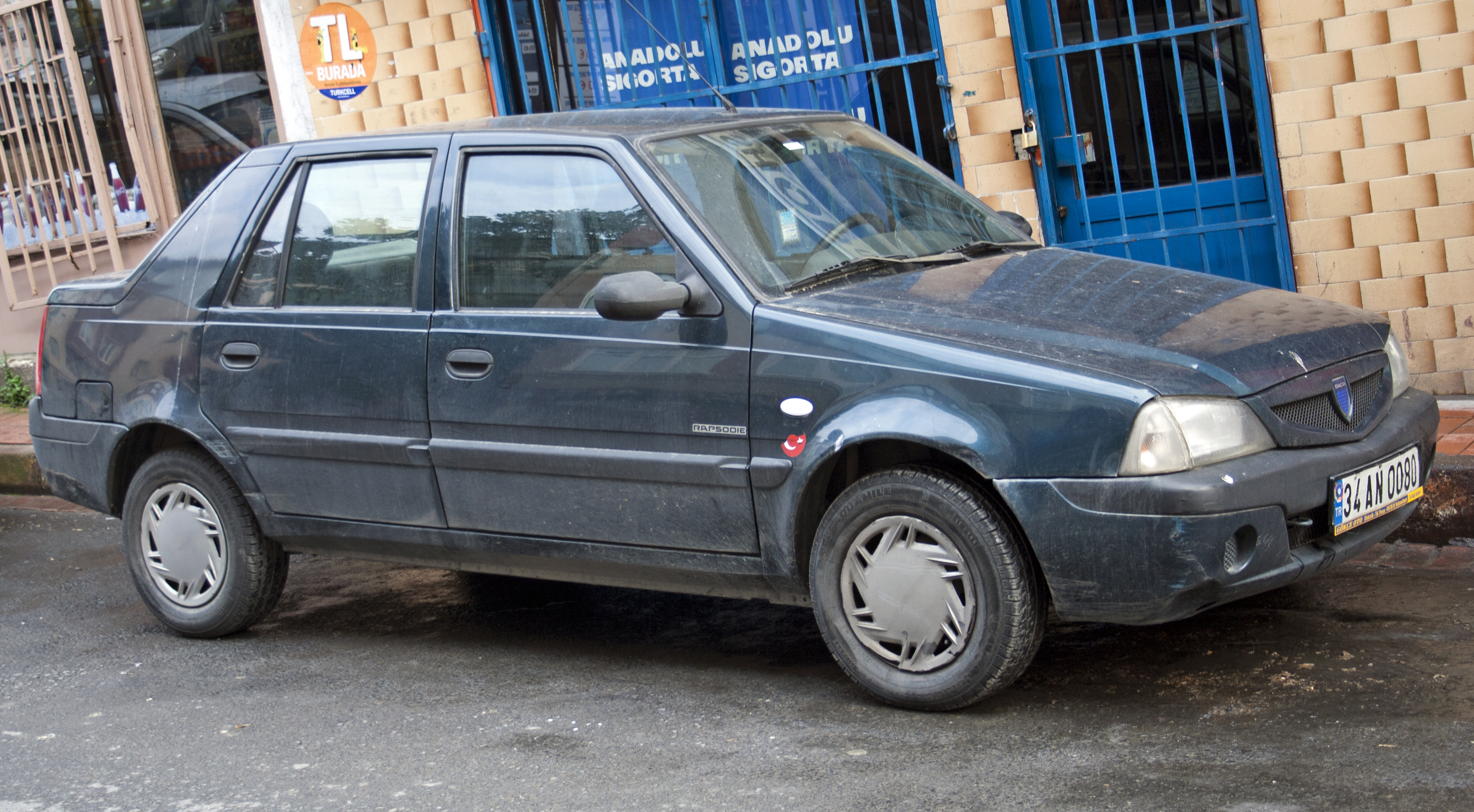
Dacia Solenza (Rapsodie)
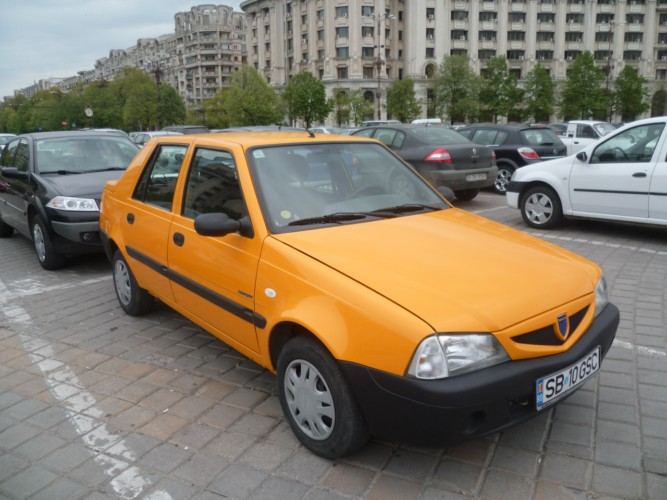
Dacia Solenza (Confort)